# Trichothyriopsis densa
Trichothyriopsis densa är en svampart som först beskrevs av Marjan Raciborski, och fick sitt nu gällande namn av Ferdinand Theissen 1914. Trichothyriopsis densa ingår i släktet Trichothyriopsis och familjen Microthyriaceae.   Inga underarter finns listade i Catalogue of Life.